# Saint-Aubin-des-Ormeaux
Saint-Aubin-des-Ormeaux – miejscowość i gmina we Francji, w regionie Kraj Loary, w departamencie Wandea.
Według danych na rok 1990 gminę zamieszkiwało 1027 osób, a gęstość zaludnienia wynosiła 81 os./km² (wśród 1504 gmin Kraju Loary Saint-Aubin-des-Ormeaux plasuje się na 566. miejscu pod względem liczby ludności, natomiast pod względem powierzchni na miejscu 885.).